# Tecnologia medievale
L'espressione tecnologia medievale si riferisce alla tecnologia impiegata nel Medioevo, ovvero l'epoca storica compresa tra i secoli V e XV. In seguito al rinascimento del XII secolo, l'Europa medievale vide un cambiamento radicale nel tasso di nuove invenzioni, innovazioni nel modo di gestire le tecniche tradizionali della produzione, e crescita economica. Il periodo vide grandi avanzamenti tecnologici, fra cui l'adozione della polvere da sparo, l'invenzione di mulini a vento verticali, occhiali, orologi meccanici, e mulini ad acqua molto migliorati, tecniche costruttive (architettura gotica, castelli medievali) e l'agricoltura in generale (rotazione triennale delle colture).

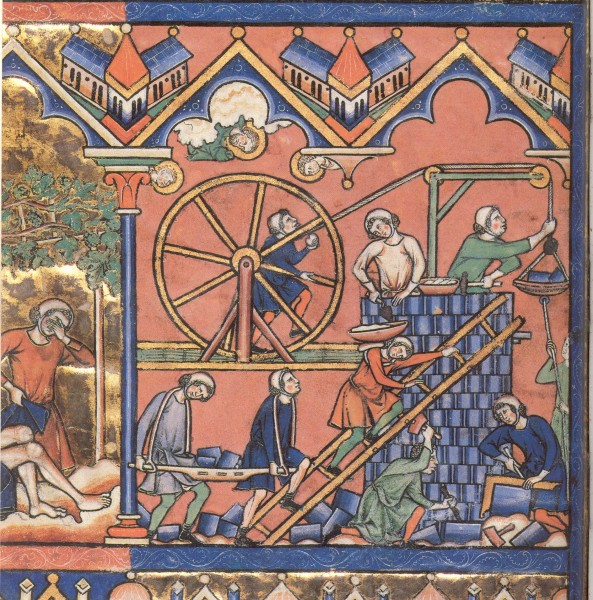
Un disegno del XIII secolo di una gru a ruota.

## Panoramica
L'Impero Romano si sfasciò per debolezza interna della propria compagine sotto l'assalto delle popolazioni germaniche. Lentamente, la civiltà di spostò verso settentrione. Accanto al patrimonio tecnico tramandato dall'Antichità, presso le giovani popolazioni romano-germaniche operavano elementi dell'antico artigianato locale dall'estremo nord, che contribuirono a caratterizzare la cultura materiale del Medioevo. Ma fu essenzialmente il Cristianesimo che, con l'affermare la dignità dell'uomo ed il vero valore delle cose del mondo, contribuì a preparare un solido terreno per un intenso sviluppo della creazione tecnica.
Da ultimo la tecnica medievale subì, oltre all'influsso dell'antichità, anche quello dell'Estremo Oriente, principalmente attraverso la mediazione del mondo islamico. Di fronte alla frantumazione politica dell'Europa medioevale stava l'unità della Chiesa universale. Se fino al X secolo la tecnica era in massima parte limitata ai chiostri, che raggiunsero livelli assai alti nella produzione di oggetti attinenti al culto, con l'avvento delle città sorse una cultura artigiana cittadina, che produsse opere non meno ispirate provenienti dall'attività dei religiosi.
Dal tempo dei Carolingi, attraverso tutti i secoli del Medioevo, anche quelli dal VI al XII che si è soliti definire come "oscuri", nei paesi occidentali furono fatte scoperte tecniche di grande valore, che condussero a una graduale trasformazione delle condizioni economiche e sociali; fra queste: gli occhiali, la carta, la filigrana, il libro, la stampa a caratteri mobili, note musicali e la scala musicale, segherie, frantoi, carriola, bussola, timone, orologio a scappamento.
Anche per un altro riguardo, la Chiesa cristiana medievale svolse una parte fondamentale per lo sviluppo della tecnica. Quando all'inizio del XIII secolo si conobbe tutto Aristotele, ed in particolare la gigantesca costruzione aristotelica della scienza della natura (in piccola parte per tradizione diretta, in massima parte invece attraverso gli arabi) fu grande compito di Alberto Magno e del suo discepolo Tommaso d'Aquino di armonizzare la sapienza aristotelica con l'universo cristiano, così da pervenire ad una concezione universale unitaria, che comprendesse anche il mondo delle cose e che avesse Dio al suo vertice supremo. La fede e la scienza sono infatti campi distinti; ma fra la verità rivelata e quella scientifica non è possibile, secondo questa dottrina, alcuna contraddizione, altrimenti da essa deriverebbe contraddizione in Dio stesso. La scienza musulmana incominciò a spegnersi pressappoco dopo il 1100, perché non aveva saputo trovare il giusto legame fra la religione da un lato e la filosofia e la scienza in rapido sviluppo dall'altro.

## Tecnologie civili

### Agricoltura
- Aratro pesante: Il pesante aratro a ruote con coltello verticale, vomere orizzontale ed orecchie per rivoltare le zolle spaccate, è una scoperta dell'Alto Medioevo.[1] Può essere che l'aratro a ruote sia stato impiegato in qualche caso anche nell'antichità (forse fu opera dei Romani[3]), però soltanto nell'epoca carolingia entrò in uso la sua forma pesante.
- Luppolo: Il luppolo come ingrediente della birra fu menzionato per la prima volta solo nell'822 da un abate carolingio[4] e di nuovo nel 1067 dalla badessa Ildegarda di Bingen[5]. Fu proprio merito dei monasteri durante il Medioevo il salto di qualità nella produzione della bevanda.
- Collare da spalla: Con lo stesso sistema usato per i buoi, i Romani aggiogavano il cavallo[2] - che però ha un'anatomia diversa: costretto a tirare con il collo per mezzo di una cinghia di cuoio tenero non riusciva a trascinare un carico pesante, perché lo sforzo lo avrebbe soffocato. Il nuovo collare, introdotto dal Mille in poi e ancora in uso oggi, è rigido e imbottito, detto «di spalla», perché fissato intorno al petto e non più intorno alla gola.[2] In questo modo il cavallo può tirare agevolmente l'aratro o carichi pesanti.
- Ferro di cavallo: Dall'XI secolo in poi, gli animali (in particolare i cavalli) vennero protetti da un ferro inchiodato direttamente sulla spessa unghia del piede, e così furono in grado di affrontare terreni irregolari e sconnessi.[2]
- Torchio vinario: Nel Medioevo, furono fatti molti progressi tecnologici nella produzione del vino dagli ordini religiosi (in particolare in Francia e Germania), che possedevano vaste quantità di vigneti e producevano ampie quantità di vino nelle loro abbazie e diocesi.[6]

### Architettura e costruzioni
- Pozzo artesiano: Il funzionamento dei pozzi artesiani si basa sul principio dei vasi comunicanti: un liquido, posto in due o più vasi che comunicano fra loro, raggiunge in tutti i vasi lo stesso livello. Il pozzo artesiano si trova dove uno strato permeabile di roccia a forma di conca sta tra due strati impermeabile (per esempio, di argilla); non potendo sfuggire in basso, l'acqua si accumula e satura lo strato permeabile fino all'orlo del bacino: questo equivale al primo vaso pieno d'acqua. Ora, se si scava un pozzo attraverso lo strato impermeabile superiore, il pozzo diviene il secondo vaso: perciò l'acqua sale in esso fino a toccare il livello a cui giunge nel bacino. I primi pozzi artesiani furono scoperti nel 1126 nella località francese di Artesius.[7]
- Riscaldamento a pannelli radianti: Sistema di riscaldamento in cui i radiatori sono costituiti da una rete di tubi posti nei soffitti e sotto i pavimenti dei locali da riscaldare.[8] Già utilizzato nelle terme e in tutti gli edifici in cui risiedevano i soldati nell'antica Roma (riscaldamento a ipocausto)[8], questo sistema fu utilizzato per riscaldare i monasteri in Polonia e nel castello di Marlbork teutonico.[9]
- Volta a crociera: La volta a crociera è un sistema di copertura in muratura che, anche se noto fin dall'epoca romana[10] e in uso nelle cripte sin dal VII secolo e nelle navate laterali a partire dalla prima metà dell'XI secolo, trova solo dopo l'anno Mille la sua piena e sistematica applicazione costruttiva.[11]
- Camino: I Romani usavano tubi all'interno dei muri per portare fuori il fumo dalle panetterie, ma solo dal XIII secolo possiamo trovare il camino in qualche edificio privato di persone molto ricche; a partire dal Trecento lo si trova nelle case della gente abbastanza agiata; mancò invece sempre nelle povere abitazioni dei contadini, condannati a scaldarsi in mezzo al fumo.[2] L'esempio più antico di un camino inglese si trova nel mastio del castello di Conisbrough nello Yorkshire, che risale al 1185.[12]
- Gru galleggiante: Nell'Europa medievale, le gru galleggianti che potevano flessibilmente essere impegnate nell'intero porto, furono introdotte per la prima volta nel XIV secolo.[13]
- Carriola: Per trasportare poca roba in tragitti brevi si usava una "carro" più piccolo, la carriola. Era un semplice attrezzo di invenzione medievale per alleviare la fatica della trazione umana, documentato nel XIII secolo in una miniatura di una Bibbia.[2]

### Arte
- Pittura a olio: A partire dal XIII secolo, l'olio fu utilizzato per aggiungere dettagli ai dipinti a tempera e per dipingere statue di legno. Il pittore fiammingo Jan van Eyck sviluppò l'uso di un miscuglio stabile a olio, per la pittura su tavola attorno al 1410.[14]

### Industria tessile e abbigliamento
- Bottone: I bottoni apparvero nella Germania del XIII secolo come una innovazione indigena.[15]

### Macinatura
- Cartiera: Nel 105 d.C., in Cina, la carta si fabbricava per la prima volta con fibre vegetali; nel 900 d.C. circa gli Arabi introdussero in Sicilia la fabbricazione della carta.[16] Nel 1276 sorsero le grandi cartiere di Fabriano ad Ancona, e nel 1360 gli italiani introducevano la fabbricazione della carta in Germania e in Francia.[16]
- Laminatoio: L'invenzione del laminatoio è attribuita a Leonardo da Vinci.[17]
- Mulino a marea: I primissimi mulini a marea furono scavati nelle coste irlandesi dove i mulinai conoscevano e impiegavano i due principali tipi di mulini ad acqua: uno di questi era il mulino a marea del VI secolo d.C. a Killoteran, vicino Waterford, che riceveva energia da una ruota idraulica verticale.[18]
- Mulino a vento verticale: La prima testimonianza certa di un mulino a vento di tipo verticale in Europa risale al 1185, nell'ex villaggio di Weedley in Yorkshire.[19]
- Maglio idraulico: L'uso di magli idraulici fu descritto in fonti scritte medievali di Styria (nell'Austria contemporanea), di cui una del 1135, e un'altra nel 1175.[20]

### Meccanica e metallurgia
- Orologio a scappamento: Alla fine del Duecento l'invenzione dell'orologio meccanico introdusse per la prima volta un tempo nuovo, di ore teoricamente tutte uguali.[2] Gli orologi di solito facevano muovere anche automi, apprezzatissimi dal pubblico; in Italia il primo orologio con automi fu installato nel 1351 a Orvieto, presso la cattedrale.[2] Gli orologi non scandivano il tempo preciso che noi conosciamo; per l'attrito dei meccanismi generalmente lo scarto accumulato era almeno di un'ora al giorno. La lancetta dei minuti fu introdotta solo nel 1577 dal tedesco Jost Burgi.[2]
- Manovella: La primissima manovella apparve in Cina durante la dinastia Han (202 a.C.-220 d.C.)[20] e divenne comune in Europa all'inizio del XV secolo, grazie ai lavori di ingegneri militari come Konrad Kyeser (1366–1405).[20]
- Altoforno: I più antichi altoforni conosciuti furono impiantati a Dürstel (Svizzera), nella Sauerland (Germania) e a Lapphyttan (Svezia), dove il complesso rimase attivo tra il 1205 e il 1300.[21]

### Navigazione
- Bussola: La bussola era originariamente una piccola scatola di legno di bosso; furono i marinai della città di Amalfi, fra il 1100 e il 1200, a diffonderla nel Mediterraneo nei loro viaggi verso la Siria e l'Egitto durante le crociate.[2]
- Timone: Nel XIII secolo fu inventato il timone girevole, fissato alla poppa della nave con una solida cerniera in ferro e con la barra orizzontale saldamente incastrata alla testa del timone stesso.[2]
- Sirena-pesce: È la nuova sirena che nel Medioevo sostituì, mantenendo tutta la sua pericolosità d'attrazione, la sirena-uccello dell'Antichità classica.[2]

### Scienza, apprendimento, lettura
- Stampa a caratteri mobili: Pare che sia stato il tipografo Johann Gutenberg (1400 circa–1468) di Magonza (Germania) ad avere l'idea, verso la metà del Quattrocento, di scolpire in rilievo sulla testa di tanti piccoli bastoncini in metallo, ben squadrati, le lettere dell'alfabeto.[2] Sulla pagina di metallo così composta e velata d'inchiostro era premuta la pagina bianca con l'aiuto di un torchio. Esaurita la copiatura di quella pagina, i caratteri, tolti dalla cornice, erano pronti per essere riadoperati: era stata così inventata la stampa «a caratteri mobili».
- Carta: I Cinesi fabbricavano la carta già nel II secolo a. C; nel 610 d.C. la tecnica era conosciuta in Corea, da dove di diffuse in Giappone; nell'VIII secolo tutto l'Oriente e gli Arabi dell'Africa settentrionale sapevano fabbricare la carta.[2] Verso il 1150 abbiamo notizia di una cartiera in Spagna e nello stesso periodo conoscono la carta anche i Normanni di Sicilia.[2]
- Occhiali: Se non si tiene conto delle leggende che ne attribuiscono il merito ai Cinesi o agli Indiani, gli occhiali furono inventati con ogni probabilità a Venezia nel corso del 1200. Nella Cronaca del convento di Santa Caterina di Pisa è detto che il frate domenicano Alessandro della Spina (morto nel 1313) «rifece e rese nota l'invenzione degli occhiali, che qualcun altro aveva per primo realizzata ma non voluto diffondere».[22]
- Filigrana: La filigrana, un'innovazione della seconda metà del XIII secolo[2], è importantissima per riconoscere le banconote vere da quelle false.
- Numeri arabi: È un'invenzione che viene da molto lontano, dall'India; furono però gli Arabi a svilupparla e, attraverso la Spagna, a diffonderla in tutta Europa: la più antica attestazione è per l'appunto in un manoscritto spagnolo del 976 d.C.[23]
- Università: Le prime università medievali sono state fondate fra l'XI e il XIII secolo, e portarono al sorgere dell'alfabetismo e apprendimento.[24]

## Medicina
Da notare le scoperte mediche di Santa Ildegarda Di Bingen. E l'invenzione dei moderni ospedali. 